# 塩化バナジウム(IV)
塩化バナジウム(IV)（えんかバナジウム よん、英: vanadium tetrachloride）は、化学式が VCl4 と表されるバナジウムの塩化物である。四塩化バナジウムとも呼ばれる。明赤色の液体で、他のバナジウム化合物の合成に有用な試薬である。

## 合成と結合と基本的な性質
VCl4 は反磁性の塩化チタン(IV)に1電子付加した常磁性の液体である。常温で常磁性の液体はごくわずかしか存在しない。
VCl4 は金属バナジウムを塩素化することによって合成される。VCl5 は塩素の酸化力が不十分なため、通常の状況下では合成することができない。これとは対照的に、より重いアナログ NbCl5 や TaCl5 は安定で、それほど酸化力はない。フッ素は塩素よりも酸化力があるため VF5 は安定に存在する。その酸化力を示すように、VCl4 は標準圧力下で沸点に達すると Cl2 を放出して塩化バナジウム(III)となる。

## 反応
その高い酸化力を反映し、VCl4 は-50 °Cで HBr と反応して VBr3 を与える。この反応は VBr4 を経由して進行する。VBr4 は不安定なため、室温で Br2 を放出する。
{\displaystyle {\ce {2VCl4\ + 8HBr -> 2VBr3\ + 8HCl\ + Br2}}}
VCl4 は、多くのドナー配位子と VCl4(THF)2 のような錯体を形成する。また、二塩化バナドセンの前駆体でもある。

## 利用
VCl4 はアルケン類をポリマー化する、特にゴム産業で有用な触媒である。基本的なメカニズムはバナジウムアルキルを媒介するチーグラー・ナッタ触媒作用に関連している。

### 有機化学
- 有機合成において、VCl4 はフェノール類のカップリング反応に用いられる。例えば、フェノールを4,4'-ビフェノールに変化させる[2]）。この反応で、VCl4 は VCl3 に還元される。

{\displaystyle {\ce {2C6H5OH\ + 2VCl4 -> HOC6H4-C6H4OH\ + 2VCl3\ + 2HCl}}}
この反応は、Cl2 による酸化が起こらないほどの VCl4 の酸化力を強調している。

## 安全性
VCl4 は揮発性で強力な酸化剤であり、容易に加水分解され HCl を発生する。